# 野田内閣 (第2次改造)
野田第2次改造内閣（のだ だいにじ かいぞうないかく）は、衆議院議員、民主党代表の野田佳彦が第95代内閣総理大臣に任命され、2012年（平成24年）6月4日から2012年（平成24年）10月1日まで続いた日本の内閣。

## 概要

### 改造までの経緯
2012年（平成24年）1月13日に内閣総理大臣の野田佳彦は発足後4ヶ月足らずで内閣改造を断行。それによって発足した野田第1次改造内閣では、第180通常国会にて、税と社会保障の一体改革を掲げて論戦に入ったが、その矢先に防衛大臣の田中直紀が北朝鮮によるミサイル発射問題での対応に不手際があったとして批判を受け、また、国土交通大臣の前田武志が2012年4月15日に施行された岐阜県下呂市長選挙において、告示前に石田芳弘（元民主党衆議院議員）への投票を呼び掛ける文書に自ら署名し、地元の建設業協会幹部へ送っていたことが発覚してそれぞれ参議院で問責決議案が可決された。
その時点では野田首相は両閣僚を続投させる方針であったが、政権側が今国会の最大の課題とする消費税法改正案を柱とする税制改正法案を国会で成立させるため、野党との協力関係構築を図るべく今回の内閣改造を行うこととなった。

### 人事
- 6月4日 - 内閣改造が行われる。
- 6月27日 - 福田昭夫が総務大臣政務官を辞任。
- 7月6日 - 衆議院議員稲見哲男を総務大臣政務官に任命。
- 7月12日 - 内閣府に宇宙戦略室が設置されたことに伴い、内閣府特命担当大臣（経済財政政策担当）古川元久を内閣府特命担当大臣（宇宙政策担当）に任命。
- 7月12日 - 内閣府設置法等の一部を改正する法律の施行に伴い、総務大臣政務官稲見哲男を内閣府大臣政務官と兼職させ、地域主権・地域活性化担当とする。経済産業大臣政務官北神圭朗を内閣府大臣政務官と兼職させ、原子力損害賠償支援機構担当とする。
- 9月10日 - 内閣府特命担当大臣（金融担当）松下忠洋が自殺[3][注 1]。同日付で、財務大臣安住淳を内閣府特命担当大臣（金融担当）事務代理とした[4]。松下が務めていた郵政民営化の担当は、当面は内閣総理大臣が執行する事を決定した[5][6]。
- 9月19日 - 原子力規制委員会設置法の施行に伴い、環境大臣細野豪志を内閣府特命担当大臣（原子力防災担当）に任命。併せて、環境副大臣横光克彦を内閣府副大臣と兼職させ原子力防災担当とする。環境大臣政務官高山智司を内閣府大臣政務官と兼職させ原子力防災担当とする[7]。
- 10月1日 - 第3次内閣改造断行のため、閣僚の辞表を取りまとめて第2次改造内閣が終了した。

### 成立した閣法
- 2012年7月26日 暴力団対策法改正案（警戒区域の新設）成立。

### 内閣法制局との対立
2012年7月12日の衆院予算委員会で、野田は「駆けつけ警護（を可能にすること）も含めて政府内で最終調整している」と発言。「駆けつけ警護」は、自衛隊の宿営地外にいる国際機関職員や非政府組織の民間人を保護するという国際的には常識的ともいえる任務だが、内閣法制局長官の山本庸幸ら内閣法制局の幹部が憲法こそ国益だとして徹底的に抵抗し、断念した。

## 内閣の顔ぶれ・人事

### 国務大臣
所属政党・出身:
  民主党   国民新党
  中央省庁・民間
| 職名                                                              | 氏名 | 氏名       | 所属                                                  | 特命事項等                                                                         | 備考                                    |
| ----------------------------------------------------------------- | ---- | ---------- | ----------------------------------------------------- | ---------------------------------------------------------------------------------- | --------------------------------------- |
| 内閣総理大臣                                                      |      | 野田佳彦   | 衆議院 民主党 （野田G）                               | 郵政民営化担当 （2012年9月10日指定）                                               | 民主党代表 留任                         |
| 副総理 内閣府特命担当大臣 （行政刷新）                            |      | 岡田克也   | 衆議院 民主党 （無派閥）                              | 行政改革担当 社会保障・税一体改革担当 内閣総理大臣臨時代理 就任順位第1位（副総理） | 留任                                    |
| 総務大臣 内閣府特命担当大臣 （沖縄及び北方対策） （地域主権推進） |      | 川端達夫   | 衆議院 民主党 （川端G） （鳩山G）                     | 地域活性化担当 内閣総理大臣臨時代理 就任順位第3位                                  | 留任                                    |
| 法務大臣                                                          |      | 滝実       | 衆議院 民主党 （無派閥）                              |                                                                                    | 初入閣                                  |
| 外務大臣                                                          |      | 玄葉光一郎 | 衆議院 民主党 （玄葉G）                               | 内閣総理大臣臨時代理 就任順位第4位                                                 | 留任                                    |
| 財務大臣                                                          |      | 安住淳     | 衆議院 民主党 （前原G）                               |                                                                                    | 留任                                    |
| 文部科学大臣                                                      |      | 平野博文   | 衆議院 民主党 （平野G）                               | 国立国会図書館 連絡調整委員会委員                                                  | 留任                                    |
| 厚生労働大臣 内閣府特命担当大臣 （少子化対策）                    |      | 小宮山洋子 | 衆議院 民主党 （前原G）                               |                                                                                    | 留任                                    |
| 農林水産大臣                                                      |      | 郡司彰     | 参議院 民主党 （横路G）                               |                                                                                    | 初入閣                                  |
| 経済産業大臣 内閣府特命担当大臣 （原子力損害賠償支援機構）        |      | 枝野幸男   | 衆議院 民主党 （前原G） （菅G）                       | 原子力経済被害担当 内閣総理大臣臨時代理 就任順位第5位                              | 留任                                    |
| 国土交通大臣                                                      |      | 羽田雄一郎 | 参議院 民主党 （羽田G）                               | 海洋政策担当                                                                       | 初入閣                                  |
| 環境大臣 内閣府特命担当大臣 （原子力行政） （原子力防災）         |      | 細野豪志   | 衆議院 民主党 （前原G）                               | 原発事故の収束 及び再発防止担当                                                    | 留任                                    |
| 防衛大臣                                                          |      | 森本敏     | 民間                                                  |                                                                                    | 初入閣                                  |
| 内閣官房長官                                                      |      | 藤村修     | 衆議院 民主党 （野田G）                               | 内閣総理大臣臨時代理 就任順位第2位                                                 | 留任                                    |
| 復興大臣                                                          |      | 平野達男   | 参議院 民主党 （玄葉G） （小沢G）                     | 東日本大震災総括担当                                                               | 留任                                    |
| 国家公安委員会委員長 内閣府特命担当大臣 （消費者及び食品安全）    |      | 松原仁     | 衆議院 民主党 （小沢G） （平野G） （鳩山G） （川端G） | 拉致問題担当                                                                       | 留任                                    |
| 内閣府特命担当大臣 （防災） （「新しい公共」） （男女共同参画）   |      | 中川正春   | 衆議院 民主党 （羽田G）                               | 公務員制度改革担当                                                                 | 留任                                    |
| 内閣府特命担当大臣 （金融）                                       |      | 松下忠洋   | 衆議院 国民新党                                       | 郵政民営化担当                                                                     | 初入閣 2012年9月10日死去                |
| 内閣府特命担当大臣 （金融）                                       |      | （安住淳） | 衆議院 民主党 （前原G）                               |                                                                                    | 事務代理 2012年9月10日指定 財務大臣兼任 |
| 内閣府特命担当大臣 （経済財政政策） （科学技術政策） （宇宙政策） |      | 古川元久   | 衆議院 民主党 （前原G）                               | 国家戦略担当 宇宙開発担当 （2012年7月12日廃止）                                    | 留任                                    |

- 「内閣府特命担当大臣（原子力防災担当）」の発令日は2012年9月19日
- 「内閣府特命担当大臣（宇宙政策担当）」の発令日は2012年7月12日

### 内閣官房副長官・内閣法制局長官
| 職名           | 氏名 | 氏名     | 担当     | 所属等                               |
| -------------- | ---- | -------- | -------- | ------------------------------------ |
| 内閣官房副長官 |      | 斎藤勁   | 政務担当 | 衆議院 民主党 （近藤・平岡グループ） |
| 内閣官房副長官 |      | 長浜博行 | 政務担当 | 参議院 民主党 （野田グループ）       |
| 内閣官房副長官 |      | 竹歳誠   | 事務担当 | 国家公務員 （国土交通省）            |
| 内閣法制局長官 |      | 山本庸幸 |          | 国家公務員 （経済産業省）            |

### 内閣総理大臣補佐官
| 職名               | 氏名     | 担当                                   | 所属等                         |
| ------------------ | -------- | -------------------------------------- | ------------------------------ |
| 内閣総理大臣補佐官 | 手塚仁雄 | 政治主導による政策運営及び国会対策担当 | 衆議院 民主党 （野田グループ） |
| 内閣総理大臣補佐官 | 水岡俊一 | 政治主導による政策運営及び国会対策担当 | 参議院 民主党 （横路グループ） |
| 内閣総理大臣補佐官 | 長島昭久 | 外交及び安全保障担当                   | 衆議院 民主党 （野田グループ） |
| 内閣総理大臣補佐官 | 本多平直 | 内政の重要政策に関する省庁間調整担当   | 衆議院 民主党 （菅グループ）   |
| 内閣総理大臣補佐官 | 寺田学   | 行政改革及び社会保障・税一体改革等担当 | 衆議院 民主党 （菅グループ）   |

### 副大臣
| 職名           | 氏名       | 所属等                             | 備考 |
| -------------- | ---------- | ---------------------------------- | ---- |
| 内閣府副大臣   | 石田勝之   | 衆議院 民主党 （鹿野グループ）     | 留任 |
| 内閣府副大臣   | 後藤斎     | 衆議院 民主党 （羽田グループ）     | 留任 |
| 内閣府副大臣   | 中塚一宏   | 衆議院 民主党 （小沢グループ）     | 留任 |
| 内閣府副大臣   | 吉田泉     | 衆議院 民主党 （無派閥）           |      |
| 内閣府副大臣   | 末松義規   | 衆議院 民主党 （菅グループ）       | 留任 |
| 総務副大臣     | 大島敦     | 衆議院 民主党 （鹿野グループ）     | 留任 |
| 総務副大臣     | 松崎公昭   | 衆議院 民主党 （鹿野グループ）     | 留任 |
| 法務副大臣     | 谷博之     | 参議院 民主党 （無派閥）           |      |
| 外務副大臣     | 山口壯     | 衆議院 民主党 （玄葉グループ）     | 留任 |
| 外務副大臣     | 山根隆治   | 参議院 民主党 （川端グループ）     | 留任 |
| 財務副大臣     | 五十嵐文彦 | 衆議院 民主党 （小沢鋭仁グループ） | 留任 |
| 財務副大臣     | 藤田幸久   | 参議院 民主党 （鳩山グループ）     | 留任 |
| 文部科学副大臣 | 奥村展三   | 衆議院 民主党 （小沢グループ）     | 留任 |
| 文部科学副大臣 | 高井美穂   | 衆議院 民主党 （前原グループ）     | 留任 |
| 厚生労働副大臣 | 西村智奈美 | 衆議院 民主党 （菅グループ）       | 留任 |
| 厚生労働副大臣 | 辻泰弘     | 参議院 民主党 （鳩山グループ）     | 留任 |
| 農林水産副大臣 | 佐々木隆博 | 衆議院 民主党 （無派閥）           |      |
| 農林水産副大臣 | 岩本司     | 参議院 民主党 （川端グループ）     | 留任 |
| 経済産業副大臣 | 牧野聖修   | 衆議院 民主党 （鳩山グループ）     | 留任 |
| 経済産業副大臣 | 柳澤光美   | 参議院 民主党 （川端グループ）     | 留任 |
| 国土交通副大臣 | 奥田建     | 衆議院 民主党 （羽田グループ）     | 留任 |
| 国土交通副大臣 | 吉田治     | 衆議院 民主党 （川端グループ）     | 留任 |
| 環境副大臣     | 横光克彦   | 衆議院 民主党 （横路グループ）     | 留任 |
| 防衛副大臣     | 渡辺周     | 衆議院 民主党 （前原グループ）     | 留任 |
| 復興副大臣     | 中塚一宏   | 衆議院 民主党 （小沢グループ）     | 留任 |
| 復興副大臣     | 吉田泉     | 衆議院 民主党 （無派閥）           |      |
| 復興副大臣     | 末松義規   | 衆議院 民主党 （菅グループ）       | 留任 |

### 大臣政務官
| 職名               | 氏名       | 所属等                               | 備考             |
| ------------------ | ---------- | ------------------------------------ | ---------------- |
| 内閣府大臣政務官   | 郡和子     | 衆議院 民主党 （横路グループ）       |                  |
| 内閣府大臣政務官   | 大串博志   | 衆議院 民主党 （野田グループ）       |                  |
| 内閣府大臣政務官   | 園田康博   | 衆議院 民主党 （羽田グループ）       |                  |
| 総務大臣政務官     | 福田昭夫   | 衆議院 民主党 （鳩山グループ）       | 2012年6月27日 免 |
| 総務大臣政務官     | 稲見哲男   | 衆議院 民主党 （近藤・平岡グループ） | 2012年7月6日 任  |
| 総務大臣政務官     | 加賀谷健   | 参議院 民主党 （川端グループ）       |                  |
| 総務大臣政務官     | 森田高     | 参議院 国民新党                      |                  |
| 法務大臣政務官     | 松野信夫   | 参議院 民主党 （無派閥）             |                  |
| 外務大臣政務官     | 中野譲     | 衆議院 民主党 （無派閥）             |                  |
| 外務大臣政務官     | 加藤敏幸   | 参議院 民主党 （無派閥）             |                  |
| 外務大臣政務官     | 浜田和幸   | 参議院 国民新党                      |                  |
| 財務大臣政務官     | 三谷光男   | 衆議院 民主党 （野田グループ）       |                  |
| 財務大臣政務官     | 若泉征三   | 衆議院 民主党 （無派閥）             |                  |
| 文部科学大臣政務官 | 城井崇     | 衆議院 民主党 （前原グループ）       |                  |
| 文部科学大臣政務官 | 神本美恵子 | 参議院 民主党 （横路グループ）       |                  |
| 厚生労働大臣政務官 | 藤田一枝   | 衆議院 民主党 （近藤・平岡グループ） |                  |
| 厚生労働大臣政務官 | 津田弥太郎 | 参議院 民主党 （横路グループ）       |                  |
| 農林水産大臣政務官 | 仲野博子   | 衆議院 民主党 （小沢グループ）       |                  |
| 農林水産大臣政務官 | 森本哲生   | 衆議院 民主党 （鳩山グループ）       |                  |
| 経済産業大臣政務官 | 北神圭朗   | 衆議院 民主党 （前原グループ）       |                  |
| 経済産業大臣政務官 | 中根康浩   | 衆議院 民主党 （無派閥）             |                  |
| 国土交通大臣政務官 | 津川祥吾   | 衆議院 民主党 （無派閥）             |                  |
| 国土交通大臣政務官 | 津島恭一   | 衆議院 民主党 （小沢グループ）       |                  |
| 国土交通大臣政務官 | 室井邦彦   | 参議院 民主党 （小沢グループ）       |                  |
| 環境大臣政務官     | 高山智司   | 衆議院 民主党 （小沢グループ）       |                  |
| 防衛大臣政務官     | 下条みつ   | 衆議院 民主党 （羽田グループ）       |                  |
| 防衛大臣政務官     | 神風英男   | 衆議院 民主党 （小沢グループ）       |                  |
| 復興大臣政務官     | 郡和子     | 衆議院 民主党 （横路グループ）       |                  |
| 復興大臣政務官     | 大串博志   | 衆議院 民主党 （野田グループ）       |                  |
| 復興大臣政務官     | 若泉征三   | 衆議院 民主党 （無派閥）             |                  |
| 復興大臣政務官     | 津川祥吾   | 衆議院 民主党 （無派閥）             |                  |